# Johann Mohr (Marineoffizier)
Johann Mohr (* 12. Juni 1916 in Hannover; † 2. April 1943 im Atlantik westlich von Porto) war ein deutscher Marineoffizier der Reichsmarine und der Kriegsmarine, zuletzt im Dienstgrad eines Korvettenkapitäns.

## Ausbildung und Vorkriegsjahre
Mohr trat am 8. April 1934 als Offiziersanwärter in die Reichsmarine ein und erhielt seine soldatische Grundausbildung in der 4. Kompanie der II. Schiffstammabteilung der Ostsee in Stralsund. Anschließend absolvierte er vom 15. Juni 1934 bis zum 26. Juni 1935 seine Bordausbildung auf dem Segelschulschiff Gorch Fock und dem Leichten Kreuzer Karlsruhe. Am 26. September 1934 wurde er zum Seekadetten befördert. Nach Absolvierung des Fähnrichshauptlehrgangs an der Marineschule Mürwik von Ende Juni 1935 bis März 1936 wurde er am 1. Juli 1935 zum Fähnrich zur See befördert. Seine Navigationsbelehrungsfahrten hatte er bereits zuvor auf den Tendern Frauenlob (ex M 134) und Hecht (ex M 60) absolviert. Nach weiteren Lehrgängen diente Mohr dann ab September 1936 auf dem Panzerschiff Deutschland. Am 1. Januar 1937 erfolgte seine Beförderung zum Oberfähnrich zur See und am 1. April 1937 die zum Leutnant zur See. Mit der Deutschland war Mohr im Zuge des Spanischen Bürgerkriegs an Sicherungsaufgaben in spanischen Hoheitsgewässern beteiligt. Nach einem A/B-Lehrgang, vom 21. Juni bis zum 19. September 1937, kehrte Mohr auf die Deutschland zurück, die er am 5. Februar 1938 verließ.

## Zweiter Weltkrieg
Feindfahrten
U 101
1. 5. Oktober 1940 bis 13. November 1940 (als II. W.O.)
2. 16. Dezember 1940 bis 22. Januar 1941 (als I. W.O.)
3. 23. Februar 1941 bis 1. Mai 1941 (als I. W.O.)

U 124
1. 16. September 1941 bis 1. Oktober 1941 (6 Schiffe mit 11.659 BRT versenkt)
2. 30. Oktober 1941 bis 29. Dezember 1941 (3 Schiffe mit 19.975 BRT versenkt)
3. 21. Februar 1942 bis 10. April 1942 (7 Schiffe mit 42.047 BRT versenkt)
4. 4. Mai 1942 bis 26. Juni 1942 (8 Schiffe mit 33.354 BRT versenkt)
5. 15. November 1942 bis 13. Februar 1943 (5 Schiffe mit 28.282 BRT versenkt)
6. 27. März 1943 bis 2. April 1943 (2 Schiffe mit 9.547 BRT versenkt)

Mohr war vom 6. Februar 1938 bis zum 31. März 1940 Flaggleutnant beim Befehlshaber der Panzerschiffe, wo er am 1. April 1939 zum Oberleutnant zur See befördert wurde. Am 1. April 1940 wechselte er in die U-Boot-Waffe. Nach Absolvierung verschiedener Lehrgänge wurde er am 28. September zunächst II., später I. Wachoffizier auf U 124. Unter Kapitänleutnant Wilhelm Schulz war Mohr an drei Feindfahrten beteiligt. Ab Juni 1941 nahm er an einem Kommandantenlehrgang teil, während dessen er am 1. September 1941 zum Kapitänleutnant befördert wurde. Nach Abschluss des Lehrgangs wurde er am 8. September 1941 Kommandant von U 124. Auf sechs Feindfahrten versenkte er mit diesem Boot 31 Handelsschiffe mit insgesamt 144.864 BRT sowie den britischen Leichten Kreuzer Dunedin. Für seine Erfolge erhielt er am 27. März 1942 das Ritterkreuz des Eisernen Kreuzes und am 13. Januar 1943 das Eichenlaub dazu.
Am 2. April 1943 wurde U 124 im Atlantik, westlich von Porto, nach Radarortung durch den Konvoi OS.45 entdeckt und durch Wasserbombeneinsatz der Sloop Black Swan und der Korvette Stonecrop versenkt. Es gab keine Überlebenden. Einen Tag zuvor war Mohr zum Korvettenkapitän befördert worden.

## Auszeichnungen
- Dienstauszeichnung IV. Klasse am 15. August 1936
- Spanienkreuz in Bronze am 6. Juni 1939 (ob mit oder ohne Schwerter nicht angegeben)
- Medaille zur Erinnerung an die Heimkehr des Memellandes am 26. Oktober 1939
- Eisernes Kreuz (1939) II. und I. Klasse am 29. November 1939 bzw. am 4. Mai 1941
- U-Boot-Kriegsabzeichen (1939) am 4. Mai 1941
- Ritterkreuz des Eisernen Kreuzes
  - Ritterkreuz am 27. März 1942
  - Eichenlaub am 13. Januar 1943 (177. Verleihung)
- dreifache Nennung im Wehrmachtbericht am 26. November 1941, 24. März 1942 und 18. Juni 1943